# Podosphaera leucotricha
Espèce
Podosphaera leucotricha est une espèce de champignons ascomycètes de la famille des Erysiphaceae. la forme anamorphe est Oidium farinosum Cooke 1887.
Ce champignon phytopathogène est responsable de l'oïdium du pommier et du poirier

## Synonymes
Selon Catalogue of Life (13 octobre 2014) :	
- Albigo leucotricha (Ellis & Everh.) Kuntze 1898 ;
- Albugo leucotricha (Ellis & Everh.) Kuntze 1892 ;
- Oidium farinosum Cooke 1887 ;
- Oidium mespili Cooke 1887 ;
- Sphaerotheca leucotricha Ellis & Everh. 1888 ;
- Sphaerotheca mali Burrill 1892.